# 薩爾瓦多·卡馬拉諾

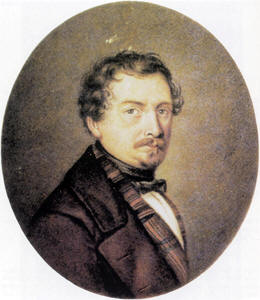
薩爾瓦多·卡馬拉諾

萨尔瓦多·卡马拉诺（1801年3月19日 - 1852年7月17日）是一位意大利歌劇劇本作家，他为葛塔諾·多尼采蒂主創的歌劇《拉美莫爾的露琪亞》創作歌词。他還與他人合作完成《遊唱詩人》的剧本。